# دانشکده فیزیک دانشگاه تهران
دانشکده فیزیک دانشگاه تهران اولین مرکز رسمی آموزش فیزیک در ایران است که در سال ۱۳۱۳ همزمان با بنانهاده شدن دانشگاه تهران تحت نظر دانشکدگان علوم دانشگاه تهران در پردیس مرکزی دانشگاه توسط پروفسور محمود حسابی شکل گرفت. این دانشکده اولین نسل فیزیک‌دانان ایرانی و بسیاری از بزرگان این عرصه را تربیت کرده که باعث گسترش فیزیک در دیگر دانشگاه‌های کشور شدند. هم‌اکنون دفتر انجمن فیزیک ایران در این دانشکده قرار دارد.

## تاریخچه
می‌توان شکل‌گیری اولیه دانشکده را مربوط به دوران تأسیس دارالفنون در سال ۱۲۳۰ خورشیدی دانست. دروسی که در دارالفنون تدریس می‌شد عبارت بودند از فیزیک، شیمی، طبیعیات، داروسازی و تجزیه معادن که به تدریج حساب، هندسه، جغرافیا و نقاشی نیز به آنها اضافه شد. سپس در سال ۱۳۰۷ طی طرحی مؤسسه‌ای به نام دارالمعلمین عالی (دانشسرای عالی) مشتمل بر دانشکده‌های علوم و ادبیات ایجاد گردید. دانشکده علوم شامل رشته‌های فیزیک-شیمی، ریاضی و طبیعی بود. بعد از چند سال این مؤسسه به محل مدرسه علمیه سابق منتقل شد و این دانشکده دو استاد ایرانی و هفت استاد فرانسوی و جمعاً صد محصل داشت. دکتر محمود حسابی و غلامحسین راهنما دو استاد ایرانی این مجموعه بودند. در نهایت در سال ۱۳۱۳ پس از شکل‌گیری دانشگاه تهران، دانشسرای عالی به آن پیوسته و دانشکده علوم و… شکل گرفتند. سپس واژه دانشگاه به جای اونیورسیته، دانشکده به جای فاکولته و دانشسرای عالی به جای دارالمعلمین معمول شد و نام دانشجو و دانشیار بر اساس نام دانش انتخاب شد. از سال ۱۳۱۳ تا سال ۱۳۳۷ دانشکده علوم برای دوره لیسانس سه ساله از طریق امتحاناتی که توسط دانشکده برگزار می‌شد (به شکل درون گروهی) دانشجو می‌پذیرفت.
ساختمان دانشکده علوم در سال ۱۳۳۰ افتتاح شد و تصمیم گرفته شد به جای اینکه در هر دانشکده گروه‌های مختلف علوم دایر باشد، کلیه رشته‌های علوم پایه در دانشکده علوم مستقر شود. در سال ۱۳۳۱ رشته فیزیک-شیمی به دو رشته مستقل فیزیک و شیمی تفکیک شدند. برای ایجاد هماهنگی بین برنامه دانشکده با دانشکده‌های خارج در سال ۱۳۴۲ مقرر شد دوره لیسانس به ۴ سال افزایش یابد و مدرک آن که به نام دیپلم بود، لیسانس شناخته شود. از این سال دانشجویان از مسیر کنکور سراسری به دانشگاه راه یافتند. همچنین دوره‌های فوق لیسانس نیز گسترش یافت و گام مؤثری که در راه تحول دانشگاه و دانشکده برداشته شد، تنظیم دروس براساس واحد بود.

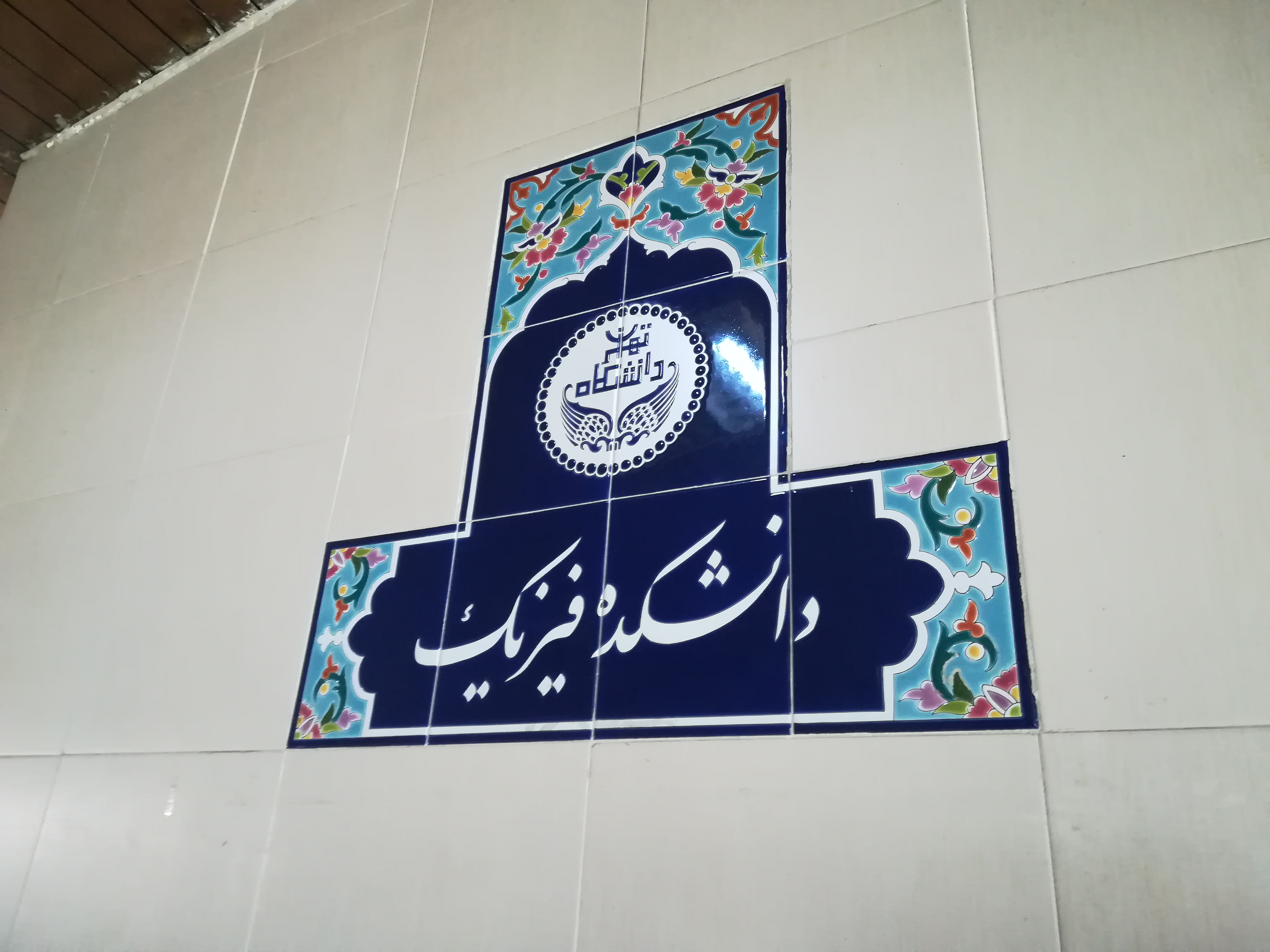
سنگ نبشته دانشکده فیزیک درون ساختمان اصلی

پس از آن گروه فیزیک با هدایت دکتر حسابی و به همراه جمعی از اولین شاگردان ایشان مانند دکتر کمال‌الدین جناب، دکتر علی اصغر خمسوی، دکتر ضیاءالدین اسماعیل بیگی و… گسترش یافته و اولین نسل فیزیکدانان، مهندسان و معلمان ایران که ایشان نیز در آینده متخصص رشته خود شدند را تربیت کرد. که باعث شکل‌گیری و رشد رشته فیزیک در دیگر دانشگاه‌های تهران و دیگر شهرها شد. گروه فیزیک که توسط دکتر محمود حسابی شکل گرفته و مستقر در محل دانشکده علوم واقع در پردیس مرکزی دانشگاه بود، نهایتاً توسط شخص ایشان در سال ۱۳۵۲ به موقعیت کنونی خود در خیابان کارگر شمالی واقع در امیرآباد انتقال یافت.
از سال ۱۳۸۴ در پی ارتقای تشکیلات سازمانی دانشگاه تهران، گروه فیزیک به دانشکده فیزیک تغییر نام یافت.

## رتبه و افتخارات

### رتبه‌بندی QS
در آخرین رتبه‌بندی QS دانشکده فیزیک توانست با کسب رتبه ۴۰۱–۴۵۰ جهانی بالاتر از دیگر دانشگاه‌ها در رتبه اول کشور قرار بگیرد.

### رتبه‌بندی USNews
دانشگاه تهران در USNews برای سال‌های متمادی توانسته رتبه برتر کشور را در حوزه کلی فیزیک و دیگر گرایش‌های آن به خود اختصاص دهد و در آخرین ویرایش این نظام رتبه‌بندی توانسته رتبه ۴۳۲ جهانی در فیزیک را بالاتر از سایر رقبای خود کسب کند. همچنین توانست در گرایش فیزیک ماده چگال با رتبه ۲۵۰ تنها دانشگاه وزارت علوم حاضر در این رتبه‌بندی باشد.

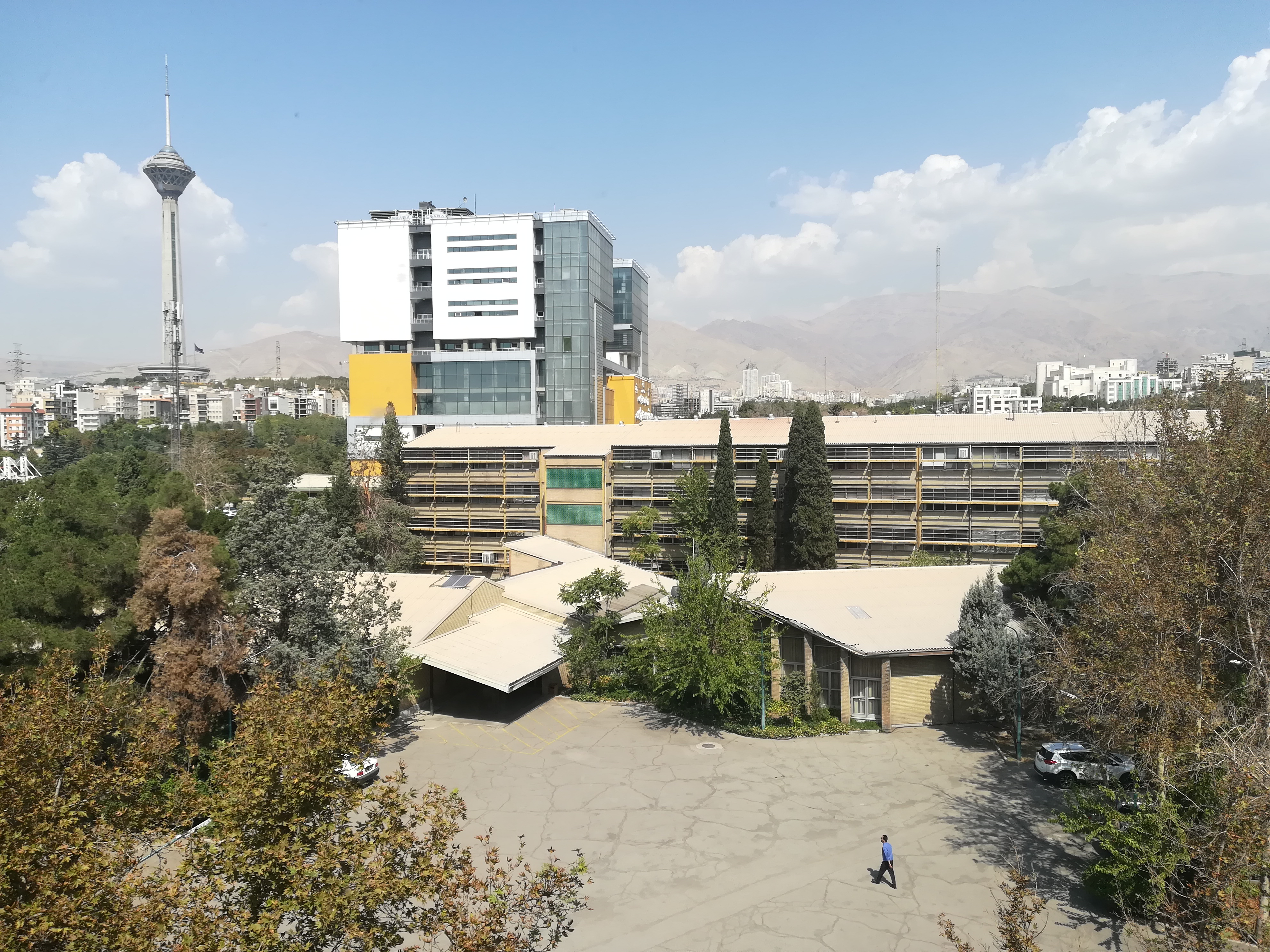
ساختمان اصلی دانشکده فیزیک

### رتبه‌بندی لایدن
در نظام رتبه‌بندی لایدن CWTS نیز دانشگاه در حوزه علوم فیزیک و مهندسی توانسته بالاتر از دیگر مراکز کشور در رتبه اول قرار بگیرد.

### رتبه‌بندی پایگاه استنادی علوم جهان اسلام (ISC)
در آخرین ویرایش رتبه‌بندی پایگاه استنادی علوم جهان اسلام (ISC) در شاخه فیزیک، دانشگاه تهران توانست رتبه اول کشور را به‌طور مشترک با دانشگاه صنعتی اصفهان کسب کند.

### قطب علمی
طبق آخرین لیست اعلام شده از طرف وزارت علوم در دانشکده فیزیک قطب علمی فیزیک ساختار و خواص میکروسکوپی ماده شکل گرفته و در حال فعالیت است.

### همکاری‌های بین‌المللی
دانشکده فیزیک در پروژه‌های بین‌المللی متعددی مانند پروژه PANDA در کشور آلمان و ALICE و FCC در CERN همکاری‌های سازنده‌ای داشته و افتخارات متعددی را کسب کرده‌است.

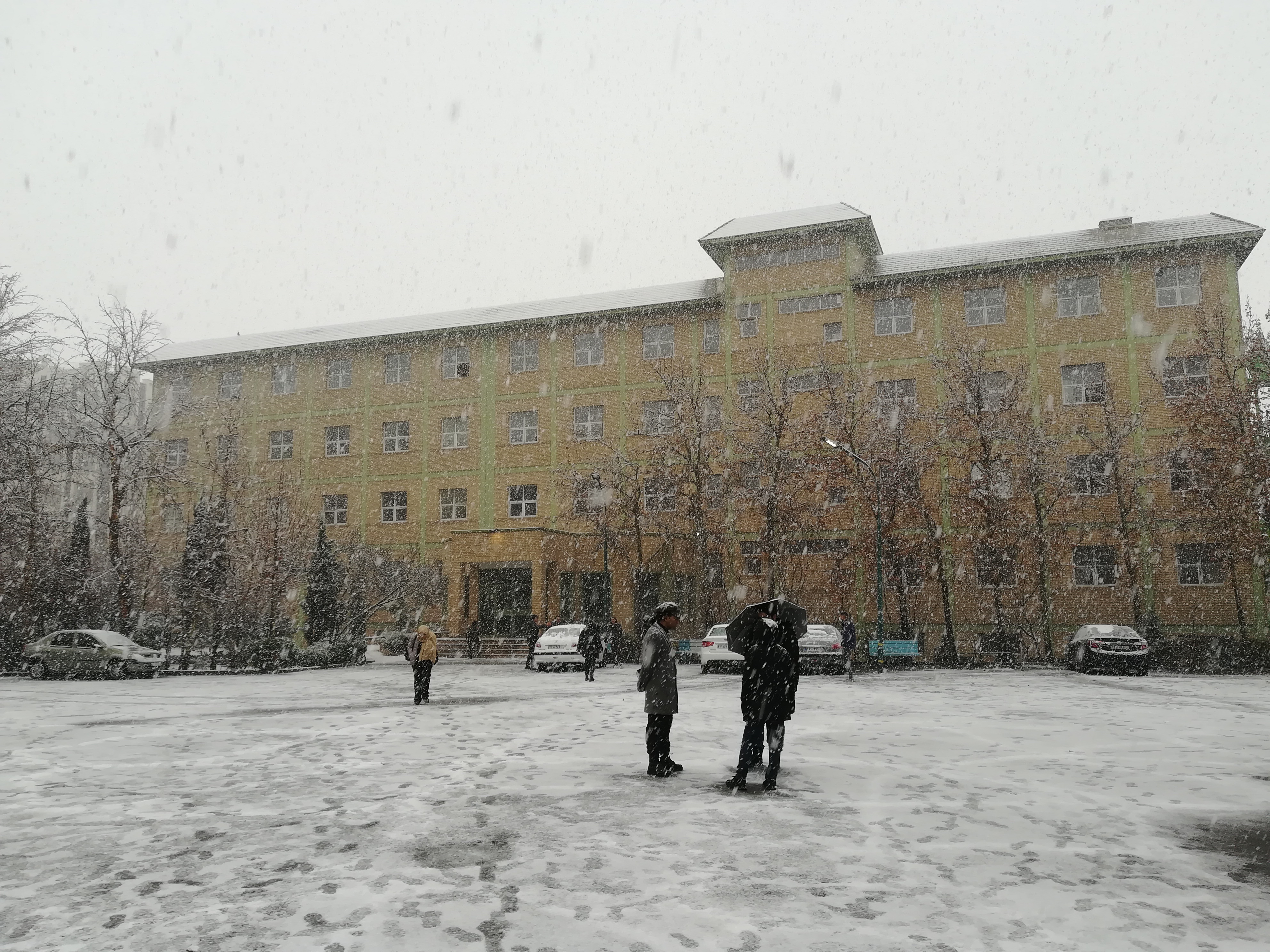
ساختمان خیام با همت استاد فقید دانشکده مرحوم دکتر شهریار بایگان در دهه ۹۰ خورشیدی ساخته شد. ساختمان خیام دانشکده فیزیک در یک روز برفی در تصویر مشاهده می‌شود.

## گروه‌های پژوهشی و افراد
دانشکده فیزیک دارای پنج گروه پژوهشی کلی در گرایش‌های مختلف فیزیک می‌باشد که در مقاطع مختلف کارشناسی، کارشناسی ارشد، دکتری پذیرش دانشجو و در دوره پسادکتری پذیرش محقق دارد. این گروه‌ها شامل
- فیزیک ماده چگال، نانوفیزیک و سیستم های پیچیده
- گرانش و اخترفیزیک
- فیزیک اتمی و مولکولی شامل گرایش‌های اپتیک و لیزر و پلاسما
- فیزیک ذرات بنیادی
- فیزیک هادرون‌ها، هسته‌ها و شتابدهنده‌های ذرات

بوده که در ادامه هر یک از گروه‌ها معرفی می‌شوند.

### فیزیک ماده چگال و نانوفیزیک و سیستم های پیچیده
این گروه شامل ۸ عضو هیئت علمی فعال اعم از ۳ استاد به نام‌های عباس‌علی صابری، یاسر عبدی، محمدرضا محمدی‌زاده، ۲ دانشیار به نام‌های میرفائز میری و سیدمهدی واعظ‌علائی و ۲ استادیار به نام‌های محمدخزائی و رضا سپهری‌نیا است. حوزه فعالیت این گروه در سه بخش کلی زیر است:

#### فیزیک تجربی
- نانوفیزیک (فیزیک و کاربردهای نانوساختارها و مواد دو بعدی در نانوالکترونیک، اپتوالکترونیک و بیوالکترونیک)
- علوم سطحی (لایه‌های نازک، ساختارهای هترو، فیلم‌های نانو متخلخل، شیشه‌های خود تمیز شونده، لایه‌های نازک نانومتری و کاربردها، پلاسمونیک سطحی، طیف‌سنجی رامان بهبود یافته سطح، یونیزاسیون گاز و حسگر انتشار میدان، خواص الکترونیکی و نوری، خوردگی، بلورهای فوتونیک، تغییرات، اثرات مکانیکی و تریبولوژیکی، آبگریزی، مرطوب شدن)
- ابررسانایی (فیلم‌های حجیم و نازک)
- مواد فوق‌العاده (آب دوستی، آب گریزی، مرطوب شدن)

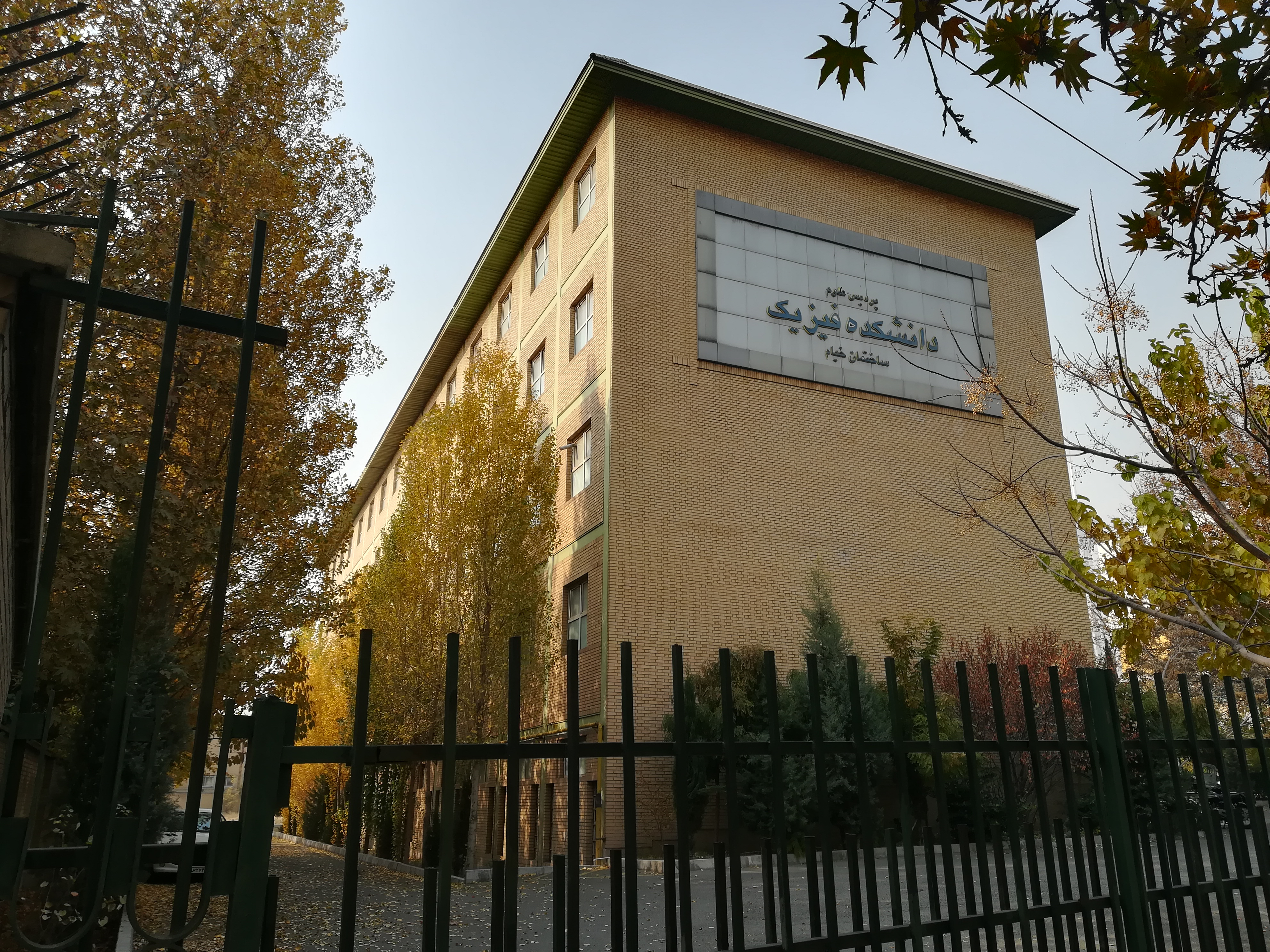
نمای ساختمان خیام از بیرون دانشکده (خیابان کارگر)

#### فیزیک نظری
- فیزیک سیستم های پیچیده، فیزیک اقتصاد و اجتماع
- نظریه ماتریس های تصادفی، شبکه های پیچیده
- نظریه تراوش و پدیده های بحرانی
- بیوفیزیک و سیستم‌های پیچیده (رشد تومور، شبکه‌ها)
- سیستم‌های نابسامان (انتشار موج در رسانه‌های تصادفی، محلی سازی اندرسون، انتقال در رسانه‌های تصادفی، فرآیندهای تصادفی)
- نانوفیزیک (نانو ماشین‌ها، اپتیک نانوساختارها)
- مواد نرم (فوم، ماده گرانول)
- فیزیک آماری (مدل‌های رشد، فراکتال‌ها، برهمکنش‌های ناشی از نوسانات، سیستم‌های اسپین)
- برهمکنش نور و ماده (فوم‌ها، نانوذرات، نقاط کوانتومی، حلقه‌های کوانتومی، گرافن، عایق‌های توپولوژیکی، سیستم‌های هیبریدی)
- فیزیک حالت جامد (انتقال کوانتومی، فازهای توپولوژیکی)

#### فیزیک محاسباتی
- محاسبات مبتنی بر نظریه تابعی چگالی
- محاسبات اصلی اول
- دینامیک مولکولی
- فراگیری ماشین

### گرانش و اخترفیزیک
این گروه شامل ۵ عضو هیئت علمی فعال اعم از ۲ استاد به نام‌های محمدنوری زنوز و فاطمه شجاعی باغینی، ۲ دانشیار به نام‌های امیرمسعود عباسی و ناهید احمدی و ۱ استادیار به نام مهدیار نوربالا است. حوزه فعالیت و تحقیقات این گروه بر روی موضوعات نظری انجام می‌شود که به هر طریقی با نظریه نسبیت عام اینشتین (GR) مرتبط هستند و از تلاش برای درک بهتر GR با مطالعه پدیده‌های مختلف، تا بررسی نظریه‌های اصلاح شده گرانش را شامل می‌شوند. کیهان‌شناسی و اخترفیزیک نیز عرصه‌هایی برای کاربردهای GR هستند که از کیهان بسیار اولیه تا دوران متأخر را در برمی‌گیرد. تنوع این فعالیت‌ها زمانی که با پیشرفت‌های فیزیک ذرات یا ایده‌های گمانه‌زنی گرانش کوانتومی ترکیب شود، حتی بیشتر می‌شود.

### فیزیک اتمی و مولکولی
این گروه شامل ۷ عضو هیئت علمی فعال اعم از 1 استاد به نام‌  فرزین آقامیر ، ۴ دانشیار به نام‌های عطاملک قربان‌زاده، خسرو حسنی، مسعود مهجورشفیهی و ارشمید نهال و ۱ استادیار به نام فرخ سررشته‌داری است.

### فیزیک ذرات بنیادی
این گروه شامل ۶ عضو هیئت علمی فعال اعم از 2 استاد به نام‌های کاظم عزیزی، صدیقه دلدار ، ۱ دانشیار به نام حسین محسنی سجادی و ۲ استادیار به نام‌های هاجر ابراهیم نجف‌آبادی و سارا خطیبی است.

### فیزیک هادرون‌ها، هسته‌ها و شتابدهنده‌های ذرات

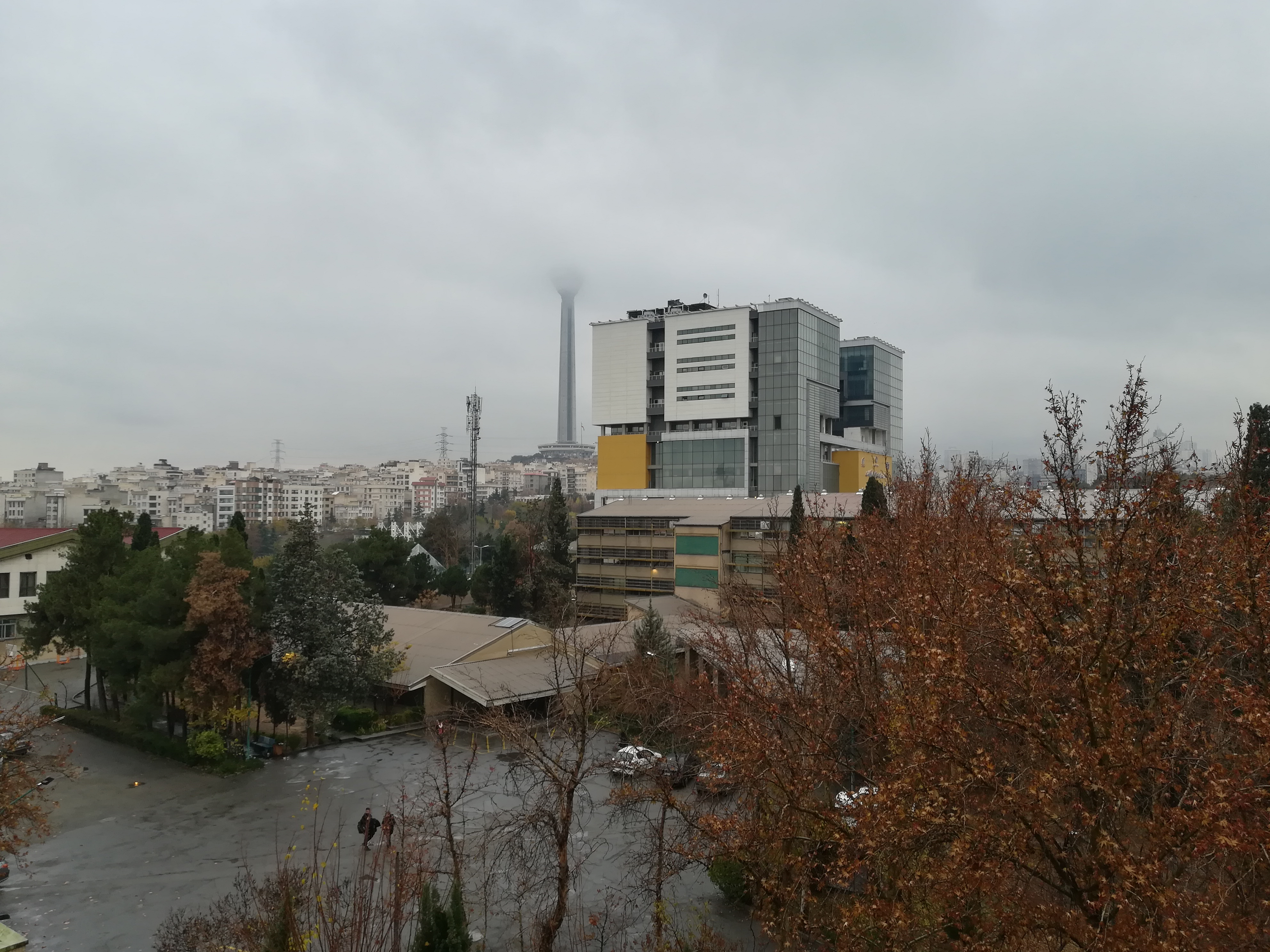
نمای ساختمان اصلی در یک روز مه‌آلود

این گروه شامل ۳ عضو هیئت علمی فعال اعم از ۲ استاد به نام‌های کاظم عزیزی (مشترک با گروه ذرات بنیادی) و حمیدرضا مشفق و ۱ دانشیار به نام مسعود مهجورشفیعی (مشترک با گروه اتمی مولکولی) است.

## فارغ التحصیلان برجسته
از فارغ‌التحصیلان به نام و شاخص این دانشکده می‌توان به افراد ذیل اشاره کرد:
- علی جوان (مخترع نخستین لیزر گازی هلیوم_نئون جهان و استاد بازنشسته دانشکده فیزیک دانشگاه ام‌آی‌تی)
- آلنوش طریان (مادر نجوم و بانوی اختر فیزیک ایران)
- یوسف ثبوتی (فیزیک‌دان سرشناس ایرانی و مؤسس مرکز تحصیلات تکمیلی علوم پایه زنجان)
- مهدی گلشنی (فیزیک‌دان و نظریه‌پرداز ایرانی و استاد بازنشسته دانشگاه صنعتی شریف)
- حسن جواهری (فیزیک‌دان ایرانی-آمریکایی و مدرس دانشگاه مریلند در کالج پارک)
- غلامعلی حداد عادل (سیاستمدار اصول‌گرا ایرانی و دانشیار بازنشسته دانشگاه)